# Genthod
Genthod é uma comuna suíça do cantão de Genebra.

## Situação
Genthod fica junto ao Lago Lemano entre Versoix a Norte, Collex-Bossy a Este, e Bellevue ao Sul.
O Porto du Creux de Genthod é uma bela atracção turística não só pela excelente vista que oferece sobre Genebra mas também pelo bom restaurante muito concorrido junto a antigas cabanas de pescadores.

## Valores
Segundo o Departamento Federal de Estatísticas  Genthod tem 2,87 km2 dos quais quase 55% são habitáveis, e com 37% de terreno agrícola.
Segundo o OFS em 2009 a população da comuna duplicou entre 1980 e 2000 com 2171 e em 2008 tinha 2561 habitantes.
Como em toda a margem direita do Lago Lemano

## Transportes
Além da auto-estrada A1 (Este-Oeste) que de Genebra parte para Lausana em direcção de São Galo para entrar na Áustria, e que para Sul se liga com as A40 francesa, há a chamada Estrada do Lago que serve as localidades entre Genebra e Lausana. Entre as duas a linha de combóio que parte da Estação de Cornavin, tem não só serviço regional, como inter-regional e internacional.